# Konklavet oktober 1978
Som følge af pave Johannes Paul 1.s død den 28. september 1978, blev der 14. oktober samme år indledt et konklave i Vatikanet.
Johannes Paul 1.s pontifikat varede kun 33 dage, og han havde derfor ikke selv udnævnt nogen kardinaler. De, som blev samlet, var derfor næsten de samme som ved forrige konklave. Boleslaw Filipiak døde under sedesvakansen, to dage før konklavet blev åbnet.
Der var 111 kardinalelektorer, og i tillæg femten kardinaler som var over firs år gamle og dermed ikke havde stemmeret.
I den ottende afstemning, på konklavets tredje dag, blev Karol Wojtyła valgt. Han accepterede og tog navnet Johannes Paul 2. til ære for sin umiddelbare forgænger. Han var den første ikke-italienske pave siden Hadrian 6.s død i 1523.

## Kardinalelektorer
- Jean Villot
- Antonio Samorè
- Sebastiano Baggio
- Francesco Carpino
- Stéphanos I Sidarouss C.M.
- Giuseppe Siri
- Stefan Wyszynski
- Paul-Emile Léger P.S.S.
- José María Bueno Monreal
- Franziskus König
- Bernardus Johannes Alfrink
- Laurean Rugambwa
- José Humberto Quintero
- Juan Landázuri Ricketts
- Raúl Silva Henríquez S.D.B.
- Leo-Jozef Suenens
- Thomas Benjamin Cooray O.M.I.
- Maurice Roy
- Owen McCann
- Léon-Etienne Duval
- Ermenegildo Florit
- Franjo Seper
- Paul Zougrana M.Afr.
- Agnelo Rossi
- Giovanni Colombo
- Gabriel-Marie Garrone
- Egidio Vagnozzi
- Maximilien de Furstenberg
- José Clemente Maurer C.SS.R.
- John Joseph Krol
- John Patrick Cody
- Corrado Ursi
- Alfred Bengsch
- Justinus Darmojuwono
- Karol Wojtyla
- Michele Pellegrino
- Alexandre-Charles Renard
- Alfredo Vicente Scherer
- Julio Rosales y Ras
- Gordon Joseph Gray
- Paolo Bertoli
- Joseph Parecattil
- John Francis Dearden
- François Marty
- George Bernard Flahiff C.S.B.
- Paul Gouyon
- Mario Casariego y Acevedo C.R.S.
- Vicente Enrique Tarancón
- Joseph Malula
- Pablo Muñoz Vega S.J.
- Antonio Poma
- John Joseph Carberry
- Terence James Cooke
- Stephen Sou Hwan Kim
- Eugênio de Araùjo Sales
- Joseph Höffner
- Johannes Willebrands
- António Ribeiro
- James Robert Knox
- Avelar Brandão Vilela
- Joseph Cordeiro
- Aníbal Muñoz Duque
- Luís Aponte Martínez
- Raul Francisco Primatesta
- Salvatore Pappalardo
- Marcelo González Martín
- Jean Guyot
- Ugo Poletti
- Timothy Manning
- Maurice Michael Otunga
- José Salazar López
- Humberto Sousa Medeiros
- Paulo Evaristo Arns O.F.M.
- James Darcy Freeman
- Narciso Jubany Arnau
- John Joseph Wright
- Hermann Volk
- Pius Taofinu'u S.M.
- Octavio Antonio Beras Rojas
- Juan Carlos Aramburu
- Joseph-Marie Trinh-Nhu-Khuê
- Hyacinthe Thiandoum
- Emmanuel Nsubuga
- Lawrence Trevor Picachy S.J.
- Jaime Lachica Sin
- William Wakefield Baum
- Aloísio Lorscheider O.F.M.
- Reginald Delargey
- László Lékai
- George Basil Hume O.S.B.
- Victor Razafimahatratra S.J.
- Frantisek Tomásek
- Dominic Ekandem
- Giovanni Benelli
- Joseph Ratzinger
- Pericle Felici
- Silvio Oddi
- Giuseppe Paupini
- Mario Nasalli Rocca di Corneliano
- Sergio Guerri
- Sergio Pignedoli
- Umberto Mozzoni
- Paul-Pierre Philippe O.P.
- Pietro Palazzini
- Opilio Rossi
- Giuseppe Maria Sensi
- Corrado Bafile
- Joseph Schröffer
- Eduardo Francisco Pironio
- Bernardin Gantin
- Mario Luigi Ciappi

## Kardinalelektorer med forfald
- John Joseph Wright

41°54′21″N 12°27′21″Ø / 41.9058°N 12.4558°Ø